# Carinabella tuberculata
Carinabella tuberculata är en kvalsterart som beskrevs av Bayoumi och Sandór Mahunka 1979. Carinabella tuberculata ingår i släktet Carinabella och familjen Eremaeidae. Inga underarter finns listade.